# Justicia veracruzana
Justicia veracruzana är en akantusväxtart som beskrevs av T.F.Daniel. Justicia veracruzana ingår i släktet Justicia och familjen akantusväxter. Inga underarter finns listade i Catalogue of Life.